# Edifício E1
O Edifício E1 é a primeira edificação construída no campus da Universidade de São Paulo (USP) localizado na cidade paulista de São Carlos. Trata-se de uma das edificações da cidade consideradas de cunho histórico pela Fundação Pró-Memória de São Carlos (FPMSC), órgão municipal responsável pelo patrimônio cultural municipal. A edificação foi construída em um terreno cedido pela municipalidade entre os anos 1954 e 1957, com técnicas e materiais construtivos modernos que estavam em uso apenas nas capitais brasileiras àquela época. Foi inaugurada como espaço educacional universitário no ano de 1956.

## Arquitetura
O atual campus da USP foi instalado numa área cedida pela municipalidade em 1952, onde antes havia o Posto Zootécnico (ao sul), a Vila Hansen (na área central) e o Matadouro Municipal (ao norte). O edifício E1, atualmente no centro do campus, foi a primeira edificação a ser construída. As obras começaram em 1954 e foram executadas em duas etapas: a metade leste do edifício ficou pronta primeiro (em 1956), possibilitando que o edifício começasse a ser utilizado; e o restante da edificação ficou pronto no ano seguinte. Foi projetado pelos arquitetos Ernst Mange e Hélio Duarte, auxiliados pelos estagiários Ariaki Kato e Léo Nishikawa. A singularidade dessa obra também está na localização "à distância dos grandes centros urbanos", em meados dos anos 1950, com tecnologia e materiais de ponta. Além disso, Hélio de Queiroz Duarte (1906-1989) e Ernest de Carvalho Mange (1922-2005) tinham experiência em arquitetura de unidades escolares na Bahia e em São Paulo, capital.
Sob os princípios da Arquitetura Moderna e os ideais da industrialização, principalmente pela influência do arquiteto Le Corbusier com quem Mange trabalhou, o projeto prima por racionalidade, funcionalidade, flexibilidade, integração social e cultural, e ainda o uso de tecnologias como o concreto armado, aço e vidro (NOSELLA, BUFFA, 2000). O tempo de construção foi de 1954-1957, negando os seis meses previstos para a obra. O atraso foi justificado pelas inovações tecnológicas buscadas à época, ainda pouco aplicadas no país, fato que fez com que o E1 fosse abandonado como padrão replicável, mas que, com o passar dos anos, deu a ele o status de patrimônio do campus, por sua beleza e representatividade das características marcantes da Arquitetura Moderna brasileira.
Com um vão livre no térreo e outros três pavimentos, é um marco da arquitetura moderna da cidade, tendo por princípios a racionalidade, funcionalidade, flexibilidade dos espaços e utilização de materiais da tecnologia moderna, como o concreto armado, aço e vidro.
Hoje, o prédio abriga setores administrativos da Universidade, sendo sua edificação um marco da arquitetura moderna na cidade e na história educacional do Município. Por isso, consta da lista de edificações históricas do município de São Carlos redigida pela historiadora do órgão municipal de preservação do patrimônio histórico.